# Виноградов, Александр Константинович (конструктор)
Александр Константинович Виноградов (1940—1992) — российский конструктор ракетных комплексов, лауреат Ленинской премии, Государственной премии.

## Биография
Родился 15 апреля 1940 года в г. Свердловске в семье Константина Константиновича Виноградова и Валентины Дмитриевны Виноградовой (урожд. Кузьмина). В школу пошел в г. Свердловске, далее сменил несколько школ в связи с переездами семьи. С 1954 года и до смерти жил в г. Москве. В 1957 году окончил среднюю школу № 497 г. Москвы с золотой медалью. С 1957 года учился в МВТУ им. Баумана по специальности «Летательные аппараты», которое закончил в 1963 году с красным дипломом.
После окончания МВТУ им. Баумана работал в МИТ — Московском институте теплотехники (до 1966 года назывался НИИ-1). С 1963 г. инженер в отделе К-1 СКБ-1 на предприятии «Почтовый ящик 2227». В 1965 г. переведён на должность старшего инженера того же отдела. В 1966 г. назначен начальником группы сектора того же предприятия. В 1967 г. переведён в «Московский институт теплотехники» на должность начальника группы сектора № 19. С 1968 г. начальник сектора № 19. С 1970 начальник отдела № 110. В том же году назначен начальником СКО № 6. В 1971 назначен начальником отделения № 6 и зам. Главного конструктора по комплексу. В 1987 г. назначен первым заместителем Генерального конструктора и директора Московского института теплотехники.
Технический руководитель испытаний комплекса 15П645М (1975). В 1984 году предложил для БЖРК с ракетой РТ-23УТТХ принцип железнодорожного состава с тремя ракетами из трех автономных модулей. Руководил проектами разработки ракетных комплексов семейства «Тополь», а также других (ОТР-22/SS-12, РСД-10/SS-20 и пр.).
Являлся главным редактором сборника «Зарубежная военная техника» и заместителем главного редактора научно-технического сборника «Вопросы оборонной техники».
Соавтор порядка 70 зарегистрированных изобретений.
С 1970 г. член КПСС.
Был дважды женат, вторым браком с 1982 г. на Ларисе Николаевне Виноградовой (урожд. Козлова). От первого брака детей не было, от второго брака есть сын Александр Александрович Виноградов (1982 г. р.).
Умер 10 апреля 1992 года в г. Москве после продолжительной болезни.

## Звания и награды
В 1971 г. награждён орденом «Знак почёта».
Лауреат Ленинской премии 1976 года (в составе коллектива) — за создание ракетного комплекса «Темп-2С».
В 1981 г. удостоен Государственной премии за создание специальных комплексов управления.
В 1983 г. присуждена учёная степень Доктора технических наук.
В 1985 г. был признан лучшим изобретателем Московского института теплотехники, в 1981 г. лучшим изобретателем г. Москвы. В том же году — лучшим изобретателем Министерства оборонной промышленности.
В 1988 г. награждён орденом «Октябрьской революции».
Также награждался медалями «С. П. Королёва» (1983), «Первый искусственный спутник Земли» (1985), «Академика Н. А. Пилюгина» (1986), «Академика В. Н. Челомея» (1987), «Академика М. В. Келдыша» (1987), «К. Э. Циолковского» (1988), «30 лет космической эры» (1987), «Академика М. К. Янгеля» (1990), «Лётчика-космонавта СССР Ю. А. Гагарина» (1984, 1986, 1991).